# 김바다 (배우)
김바다(1988년 6월 19일 ~ )는 대한민국의 배우이다.

## 학력
- 루터대학교 공연예술학과

## 출연작

### 드라마
- 《법대로 사랑하라》 (2022년, KBS2) - 요한 역
- 《안나라수마나라》 (2022년, 넷플릭스) - 박 형사 역
- 《러브 씬 넘버#》 (2021년, 웹드라마)
- 《사생활》 (2020년, JTBC) - 우석호 역
- 《본 대로 말하라》 (2020년, OCN) - 신경수 역

### 뮤지컬
- 《땡큐베리 스트로베리》
- 《인사이드 윌리엄》
- 《공간》
- 《데미안》
- 《시선》
- 《이선동 클린센터》
- 《무한동력》
- 《카라마조프》
- 《나와 나타샤와 흰 당나귀》
- 《에어포트 베이비》

### 연극
- 《오펀스》
- 《대한민국 난투극》
- 《언체인》
- 《나쁜 자석》
- 《벙커 트릴로지》
- 《나미야 잡화점의 기적》
- 《트레인스포팅》
- 《오펀스》
- 《B 클래스》
- 《콩칠팔 새삼륙》
- 《히스토리 보이즈》
- 《한밤 중에 개에게 일어난 의문의 사건》